# Hermenegildo das Astúrias
Hermenegildo das Astúrias (c. 765 - 783) foi um nobre da Alta Idade Média do Reino das Astúrias, reino de que foi príncipe.

## Relações familiares
Foi filho de Mauregato das Astúrias "o Usurpador", (c. 730 - 789), Rei das Astúrias de 783 a 788 e de Creusa. Casou com uma senhora, cujo nome a história não registou, de quem teve:
1. Mouregato II das Astúrias